# Torrente 3. – A védelmező
A Torrente 3. – A védelmező (Torrente 3: El Protector) a Torrente-sorozat harmadik epizódja, melynek írója, rendezője és főszereplője Santiago Segura. A forgatókönyv a Több mint testőr egyfajta paródiájának készült, Torrente szerepéhez Segura pedig közel húsz kilót szedett fel. A film vegyes fogadtatásra talált, emellett arról is híres volt, hogy ez volt az utolsó film, amely Spanyolországban megjelent VHS-en. Ebből a filmből derül fény Torrente néhány rossz szokásának az eredetére, és néhány visszautalás is történik az előző epizódokra, noha azoknál akciódúsabb. Akárcsak a korábbi epizódokban, ezúttal is számos híresség tette tiszteletét mellékszerepben.

## Cselekmény
Giannina Ricci (Yvonne Sciò), az európai parlamenti képviselő számos környezetszennyező vállalkozás bezáratásáért felelős. Spanyolországba érkezik, hogy a Petronosa vállalat ilyen irányú tevékenységét felszámolja, de a cég vezetői ezt egyáltalán nem szeretnék. Hogy megelőzzék az intézkedéseit, készek akár végezni is vele. Eközben José Luis Torrente (Santiago Segura) egy repülőgépen utazik, amelyet arab terroristák kerítenek hatalmukba. Szerencsétlenkedése miatt lezuhan a gép, melyről ő menekül csak meg, ejtőernyője segítségével. A képviselőnő védelmével őt bízzák meg, valamint azzal is, hogy erre a célra szedjen össze egy elit alakulatot. Torrente komolyan veszi a munkáját, és nekilát lelkesen edzeni. A csapatot pedig korábbi ismerősei közül állítja össze. A rendőrség részéről Solis (Javier Gutiérrez) érkezik mellé, mint kinevezett asszisztens, a csapatban pedig számos börtönviselt rosszfiú kap helyet, kimarad viszont régi tisztelője, a féleszű Josito (José Mota). Josito és Torrente együtt mennek ügyeket intézni, előbb a parkban beszélnek az arabokkal, majd meglátogatják Josito rossz életű barátnőjét (Silvia Gambino), végül Torrente elmegy a nagyanyjához (Tony Leblanc). A nagyi a halálán van, és nagyon mérges, mert megtudta, hogy Torrentének egy alkalmi kapcsolatából született egy gyereke. A kis Pepito (Carlos Latre) álláshoz segítését kéri tőle utolsó akaratával, de Torrente nem hajlandó őket komolyan venni.
Közben elindul a szelektálás az emberek között, hogy tényleg csak a legjobbak maradjanak az elit csapatban. A válogatás rendkívül érdekes módon zajlik, különféle próbatételekkel. Josito is mindent megtesz, hogy beférjen, ezért képes arra is, hogy Torrentéhez költözzön. Közben a Petronosa vállalat védelmében Montellini (Fabio Testi) is embereket válogat, és leszerződtet három nehézfiút. Torrente ezalatt meggondolja magát, és berakja Pepitót egy építési vállalkozó barátjához, ahol durvák a munkakörülmények. Jositót pedig kidobja a házából, mert az meg akarta lopni őt.
Végül összeáll a csapat, és együtt mennek el fogadni Ricci kisasszonyt a repülőtérre. Egy félreértés miatt dulakodás tör ki, és majdnem a képviselőnő életébe kerül, de Fernando Torres az utolsó pillanatban elrúgja a kibiztosított kézigránátot. A későbbiekben sem mennek túl jól a dolgok, mert a képviselőnő ki nem állhatja Torrentét, ő viszont megtetszett Torrentének. Eközben Pepitóval egész jól alakul a kapcsolata, elmennek együtt egy bordélyházba is, de a viszony megromlik köztük, amikor kiderül, hogy a fiú Real Madrid-drukker. Mikor ezt szóvá teszi, ráadásul laposra is verik a bordélyban tartózkodó Real-focisták. Josito is megpróbál újra Torrente közelébe kerülni, de rövid úton eltávolíttatja.
Torrente elindul a szállodába megkeresni Ricci kisasszonyt, de véletlenül rossz szobába megy be. Ott aztán véletlenül leleplez egy házasságtörő férfit, akitől kap egy Viagrát. A képviselőnőhöz bombakeresés indokával megy be, de rövid úton felsül, ezért inkább Solis társaságában figyelik az épületet. Jositóékat közben kihozza a fogdáról a barátnőjének az apja, a rendőrség vécéjében pedig véletlenül fültanúja lesz annak, hogy Salas és Montellini a képviselőnő megölését tervezik, amit Torrentére akarnak kenni. Jositónak menekülnie kell, a rosszfiúk pedig üldözőbe veszik. Másnap reggel a szálloda előtt a mesterlövész megtámadja a képviselőnőt, a támadásban pedig Torrente elveszíti a csapata jelentős részét. A biztonsága érdekében visszamennek a szállodai szobába, ott azonban még egy rosszfiú támad rájuk, akivel Solis végez. A rendőrség azonban időközben megtalálja Torrente autójának hátuljában a csőbe húzását szolgáló bizonyítékokat. Mielőtt azonban letartóztathatnák, Josito megérkezik, és kimenti szorult helyzetéből. Autós üldözés veszi kezdetét, melynek végén sikeresen meglépnek, s Torrente kénytelen Jositóéknál meghúzni magát. Teljesen kétségbeesik, de Josito nekilát a saját barátaiból csapatot verbuválni. Pepito is eljön és hozza a barátait, de Torrente nagyi is felbukkan, hogy esküre kényszerítse unokáját halála előtt, hogy emberként bánjon a bandájával és fiával.
Az új csapat álruhában elindul a konferencia-központba, ahol a képviselőnő beszédet fog mondani, és Solis is csatlakozik hozzájuk. A mesterlövész itt is akcióra készen vár, Torrentéék pedig igyekeznek elvegyülni pincérként. Megjelenik egy másik rosszfiú is, akit Solis próbál meg lefogni. A rendőrség azonban időközben megneszeli az akciójukat, így megpróbálnak lelépni. Míg Torrente a kigyúrt nehézfiúval küzd, Josito kiszúrja a mesterlövészt, és megpróbálja elterelni a figyelmét. Elektromos árammal semlegesíti őt, majd az rázuhan a másik rosszfiúra. Ám ezzel még nincs vége: Salas és Montellini megpróbálják lefizetni Torrentét, hogy hagyja meghalni a képviselőnőt. A pénzt fel is veszi, ám miközben meglépne, megjelenik előtte El Fary szelleme, aki jól lehordja őt, s ezért meggondolja magát. Az utolsó pillanatban megmenti Ricci kisasszonyt a rázuhanó reflektorlámpáktól, de Montellini megpróbálja bevégezni a melót. Túszul ejti Pepitót, de Josito és Solis segítségével szitává lövik őt. A rendőrség elégedetten zárja le az ügyet, a felvett pénzt viszont vissza kell adnia. Jutalmul Torrente, Solis, Josito, és Pepito tervezhetik meg a Fehér Ház biztonsági rendszerét, de szerencsétlenkedésük miatt véletlenül megölik George W. Bush-t.

## Szereplők
| Színész                  | Szerep               | Magyar hang     |
| ------------------------ | -------------------- | --------------- |
| Santiago Segura          | José Luis Torrente   | Csuja Imre      |
| José Mota                | Josito               | Kerekes József  |
| Javier Gutiérrez Álvarez | Juan Francisco Solis | Görög László    |
| Yvonne Sciò              | Giannina Ricci       | Solecki Janka   |
| Carlos Latre             | Pepito Torrente      | Elek Ferenc     |
| Enrique Villén           | Salas                | Forgács Gábor   |
| Luis Larrodera           | Menendez             | Tóth Roland     |
| Silvia Gambino           | Vanessa              |                 |
| Ruth Zanon               | Fiorella             | Makay Andrea    |
| Tony Leblanc             | Mauricio Torrente    | Barbinek Péter  |
| Tony Leblanc             | Torrente nagyi       | Kassai Ilona    |
| Fabio Testi              | Montellini           | Kertész Péter   |
| Xavier Deltell           | Linares              | Szűcs Sándor    |
| Jimmy Barnatán           | José Maria           | Szvetlov Balázs |
| John Landis              | Arab követ           | Kajtár Róbert   |
| Carlos Iglesias          | Benito               | Kapácsy Miklós  |
| El Fary                  | önmaga               | Kristóf Tibor   |

### Mellékszereplők
A filmben számos híresség felbukkan epizódszerepben, akárcsak az előző részekben.
- Filmrendezők: Oliver Stone, Chris Columbus, Guillermo del Toro és Benicio del Toro.
- Humoristák: Andreu Buenafuente, Florentino Fernández, Marcos Mundstock, Santiago Urrialde, Fofito és Señor Barragán.
- Futballisták: Fernando Torres, Iker Casillas, Iván Helguera, Guti, Fran Murcia és Luís Figo.
- Színészek: Helga Liné, Carlos Iglesias, Carlos Pumares, Miriam Sánchez, Tony Leblanc, Pablo Pinedo, Eduardo Gómez és Eduardo García.
- Énekesek: Dani Martín és El Fary
- Mások: El Risitas és Cañita Brava